# Ratcliffe Culey
Old Dalby är en by i civil parish Witherley, i distriktet Hinckley and Bosworth, i grevskapet Leicestershire i England. Byn är belägen 9 km från Market Bosworth. Ratcliffe Culey var en civil parish 1866–1935 när blev den en del av Witherley. Civil parish hade 184 invånare år 1931. Byn nämndes i Domedagsboken (Domesday Book) år 1086, och kallades då Redeclive.